# Gamundia

Gamundia es un género de hongos de la familia Tricholomataceae. El género contiene seis especies que se encuentran en Europa y regiones templadas de América del Sur.